# Gimeux
 Gimeux  es una población y comuna francesa, en la región de Poitou-Charentes, departamento de Charente, en el distrito de Cognac y cantón de Cognac-Sud.

## Demografía
| 346 | 390 | 465 | 686 | 751 | 713 |
| Para los censos de 1962 a 1999 la población legal corresponde a la población sin duplicidades (Fuente: INSEE [Consultar]) |     |     |     |     |     |